# Super League 2019-2020 (India)
La Indian Super League 2019-2020, chiamata ufficialmente 2019-2020 Hero Indian Super League per ragioni di sponsorizzazione, è stata la sesta edizione dell'Indian Super League, uno dei principali campionati del calcio indiano. La stagione è iniziata il 20 ottobre 2019 e si è conclusa il 14 marzo 2020, con la vittoria del ATK, al suo terzo titolo.

## Stagione

### Novità
In questo campionato il F.C Pune City scioglie la societá, la proprietà del club viene venduta a Vijay Madduri, un imprenditore di Hyderabad e a Varun Tripuneni, ex CEO dei Kerala Blasters, decidendo di spostare la base da Pune a Hyderabad e rinominare la squadra in Hyderabad Football Club, cessando così di esistere. Inoltre il Delhi Dynamos F.C, cambia base alla società oltre a nome e logo, rinominando la squadra in Odisha Football Club.

### Squadre partecipanti
| Club            | Stagione | Città       | Stadio                           | Stagione precedente                                                               |
| --------------- | -------- | ----------- | -------------------------------- | --------------------------------------------------------------------------------- |
| ATK             | dettagli | Calcutta    | Salt Lake Stadium                | 6ª Classificata.                                                                  |
| Bengaluru       | dettagli | Bengaluru   | Sree Kanteerava Stadium          | 2ª Classificata, finalista di play-off contro Goa Vincitrice Indian Super League. |
| Chennaiyin      | dettagli | Chennai     | Marina Arena                     | 10ª Classificata.                                                                 |
| FC Goa          | dettagli | Goa         | Fatorda Stadium                  | 1ª Classificata, finalista di play-off contro Bengaluru                           |
| Hyderabad       | dettagli | Hyderabad   | GMC Balayogi Stadium             | -                                                                                 |
| Jamshedpur      | dettagli | Jamshedpur  | JRD Tata Sports Complex          | 5ª Classificata                                                                   |
| Kerala Blasters | dettagli | Kochi       | Jawaharlal Nehru Stadium (Kochi) | 9ª Classificata.                                                                  |
| Mumbai City     | dettagli | Mumbai      | Mumbai Football Arena            | 3ª Classificata, semifinalista di play-off.                                       |
| NorthEast Utd   | dettagli | Guwahati    | Indira Gandhi Athletic Stadium   | 4ª Classificata, semifinalista di play-off.                                       |
| Odisha          | dettagli | Bhubaneswar | Kalinga Stadium                  |                                                                                   |

### Allenatori
Per la prima volta da questa stagione gli allenatori indiani possono essere ingaggiati per guidare la prima squadra a patto che siano in possesso di una licenza Pro, abbiano trascorso almeno due anni con il club di Indian Super League (almeno 16 partite in panchina) e abbiano allenato una squadra di alto livello in passato.
| Club             | Allenatore                                                         | Vice-allenatore indiano |
| ---------------- | ------------------------------------------------------------------ | ----------------------- |
| ATK              | Antonio López Habas                                                | Sanjoy Sen              |
| Bengaluru        | Carles Cuadrat                                                     | Naushad Moosa           |
| Chennaiyin       | John Gregory (fino al 30 novembre 2019) Owen Coyle                 | Syed Sabir Pasha        |
| FC Goa           | Sergio Lobera (fino al 1 febbraio 2020) Clifford Miranda (Interim) |                         |
| Hyderabad        | Phil Brown (fino al 11 gennaio 2020) Albert Roca                   | Mehrajuddin Wadoo       |
| Jamshedpur       | Antonio Iriondo                                                    | Steven Dias             |
| Kerala Blasters  | Eelco Schattorie                                                   | Ishfaq Ahmed            |
| Mumbai City      | Jorge Costa (fino al 5 marzo 2020)                                 | Anthony Fernandes       |
| NorthEast United | Robert Jarni (fino al 10 febbraio 2020) Khalid Jamil (Interim)     |                         |
| Odisha           | Josep Gombau                                                       | Thangboi Singto         |

## Classifica
|                  | Pos. | Squadra         | Pt | G  | V  | N | P  | GF | GS | DR  |
| ---------------- | ---- | --------------- | -- | -- | -- | - | -- | -- | -- | --- |
|                  | 1.   | FC Goa          | 39 | 18 | 12 | 3 | 3  | 46 | 23 | 23  |
| India (bandiera) | 2.   | ATK             | 34 | 18 | 11 | 4 | 3  | 34 | 15 | 19  |
|                  | 3.   | Bengaluru       | 30 | 18 | 8  | 6 | 4  | 22 | 13 | 9   |
|                  | 4.   | Chennaiyin      | 29 | 18 | 8  | 5 | 5  | 32 | 26 | 6   |
|                  | 5.   | Mumbai City     | 26 | 18 | 7  | 5 | 6  | 25 | 29 | -4  |
|                  | 6.   | Odisha          | 25 | 18 | 7  | 4 | 7  | 29 | 31 | -2  |
|                  | 7.   | Kerala Blasters | 19 | 18 | 4  | 7 | 7  | 29 | 32 | -3  |
|                  | 8.   | Jamshedpur      | 18 | 18 | 4  | 6 | 8  | 22 | 35 | -13 |
|                  | 9.   | NorthEast Utd   | 14 | 18 | 2  | 8 | 8  | 16 | 30 | -14 |
|                  | 10.  | Hyderabad       | 10 | 18 | 2  | 4 | 12 | 21 | 39 | -18 |

Legenda::
       Campione dell'Indian Super League.
      Ammesse ai Play-off.
      Ammessa alla fase a gironi dell'AFC Champions League 2021.
      Ammesse alla fase di eliminazione diretta della Super Cup 2020.
      Ammesse alla qualificazione della Super Cup 2020.
- La Super Cup, è stata in seguito annullata causa la Pandemia di COVID-19 del 2020 in India.

## Play-off

### Tabellone
|  | Semifinali | Semifinali | Semifinali | Semifinali | Semifinali |  |  | Finale | Finale     | Finale | Finale | Finale |  |
|  |            |            |            |            |            |  |  |        |            |        |        |        |  |
|  | 4          | Chennaiyin | 4          | 2          | 6          |  |  |        |            |        |        |        |  |
|  | 1          | FC Goa     | 1          | 4          | 5          |  |  | 2      | ATK        | 3      | -      | -      |  |
|  | 3          | Bengaluru  | 1          | 1          | 2          |  |  | 4      | Chennaiyin | 1      | -      | -      |  |
|  | 2          | ATK        | 0          | 3          | 3          |  |  |        |            |        |        |        |  |

### Semifinali
|            | Risultati |            | Luogo e data              |
| ---------- | --------- | ---------- | ------------------------- |
| Chennaiyin | 4-1       | FC Goa     | Chennai, 29 febbraio 2020 |
| FC Goa     | 4-2       | Chennaiyin | Margao, 7 marzo 2020      |
|            |           |            |                           |
| Bengaluru  | 1-0       | ATK        | Bengaluru, 1 marzo 2020   |
| ATK        | 3-1       | Bengaluru  | Calcutta, 8 marzo 2020    |
|            |           |            |                           |

### Finale
|     | Risultati |            | Luogo e data          |
| --- | --------- | ---------- | --------------------- |
| ATK | 3-1       | Chennaiyin | Margao, 14 marzo 2020 |
|     |           |            |                       |

## Statistiche

### Squadra

#### Classifica in divenire
|                  | 1ª | 2ª | 3ª | 4ª | 5ª | 6ª | 7ª | 8ª | 9ª | 10ª | 11ª | 12ª | 13ª | 14ª | 15ª | 16ª | 17ª | 18ª |
|                  |    |    |    |    |    |    |    |    |    |     |     |     |     |     |     |     |     |     |
| ---------------- | -- | -- | -- | -- | -- | -- | -- | -- | -- | --- | --- | --- | --- | --- | --- | --- | --- | --- |
| ATK              | 0  | 3  | 6  | 9  | 10 | 11 | 14 | 14 | 15 | 18  | 21  | 21  | 24  | 27  | 30  | 33  | 33  | 34  |
| Bengaluru        | 1  | 2  | 3  | 6  | 9  | 10 | 13 | 13 | 16 | 16  | 19  | 22  | 22  | 25  | 28  | 29  | 29  | 30  |
| Chennaiyin       | 0  | 1  | 1  | 1  | 4  | 5  | 6  | 9  | 9  | 9   | 12  | 15  | 18  | 21  | 22  | 25  | 28  | 29  |
| FC Goa           | 3  | 4  | 5  | 8  | 8  | 9  | 12 | 15 | 18 | 21  | 21  | 24  | 24  | 27  | 30  | 33  | 36  | 39  |
| Hyderabad        | 0  | 0  | 3  | 3  | 3  | 4  | 4  | 4  | 5  | 5   | 5   | 5   | 5   | 6   | 6   | 6   | 7   | 10  |
| Jamshedpur       | 3  | 6  | 7  | 7  | 10 | 11 | 12 | 13 | 13 | 13  | 13  | 16  | 16  | 16  | 16  | 17  | 18  | 18  |
| Kerala Blasters  | 3  | 3  | 3  | 4  | 4  | 5  | 6  | 7  | 7  | 8   | 11  | 14  | 14  | 14  | 14  | 15  | 18  | 19  |
| Mumbai City      | 3  | 4  | 4  | 4  | 5  | 6  | 7  | 10 | 13 | 16  | 16  | 16  | 19  | 20  | 23  | 26  | 26  | 26  |
| NorthEast United | 1  | 4  | 5  | 8  | 9  | 10 | 10 | 10 | 11 | 11  | 11  | 11  | 11  | 12  | 13  | 13  | 13  | 14  |
| Odisha           | 0  | 0  | 3  | 4  | 5  | 6  | 6  | 9  | 9  | 12  | 15  | 18  | 21  | 21  | 21  | 21  | 24  | 25  |

#### Primati stagionali
- Maggior numero di vittorie: Goa (12)
- Minor numero di sconfitte: Goa, ATK (3)
- Miglior attacco: Goa (46)
- Miglior difesa: Bengaluru (13)
- Miglior differenza reti: Goa (23)
- Maggior numero di pareggi: North East United (7)
- Minor numero di pareggi: Goa, Odisha (3)
- Media spettatori: 12 621
- Minor numero di vittorie: North East United, Hyderabad (2)
- Maggior numero di sconfitte: Hyderabad (12)
- Peggior attacco: North East United (14)
- Peggior difesa: Hyderabad (39)
- Peggior differenza reti: Hyderabad (-18)
- Partita con più reti: Kerala Blasters 3-6 Chennaiyin
- Miglior serie positiva: Goa (5)
- Peggior serie negativa: Hyderabad, North East United (4)

### Individuali

#### Classifica marcatori
| Gol | Rigori |  | Giocatore             | Squadra         |
| --- | ------ |  | --------------------- | --------------- |
| 15  |        |  | Nerijus Valskis       | Chennaiyin      |
| 15  | 3      |  | Roy Krishna           | ATK             |
| 14  | 4      |  | Ferran Corominas      | Goa             |
| 14  | 5      |  | Bartholomew Ogbeche   | Kerala Blasters |
| 11  |        |  | Hugo Boumous          | Goa             |
| 9   | 1      |  | Aridane Santana       | Odisha          |
| 9   | 3      |  | Sunil Chhetri         | Bengaluru       |
| 8   | 1      |  | Raphaël Bouli         | Kerala Blasters |
| 7   |        |  | Rafael Crivellaro     | Chennaiyin      |
| 7   |        |  | Marcelinho            | Hyderabad       |
| 7   |        |  | Manuel Onwu           | Odisha          |
| 7   |        |  | Lallianzuala Chhangte | Chennaiyin      |
| 7   | 1      |  | David Joel Williams   | ATK             |
| 7   | 2      |  | Sergio Castel         | Jamshedpur      |
| 6   |        |  | Amine Chermiti        | Mumbai City     |
| 6   |        |  | Edu García            | ATK             |